# 神戸城
神戸城（かんべじょう）は、三重県鈴鹿市神戸本多町にあった日本の城。江戸時代には神戸藩の藩庁が置かれた。

## 概要
神戸氏4代の神戸具盛が天文年間（1532年 - 1555年）に築城し、本拠地を澤城（神戸西城）から移した。滝川一益の侵攻に和睦し、養子にうけいれた織田信長の三男・神戸信孝により、より強固に修築された。城主は度々代わり、関ヶ原の戦い以降は一柳氏が5万石で入った。
その後、一時期天領となった時期もあったが、慶安3年（1650年）、石川総長が1万石で当地に封じられた。享保17年（1732年）には本多忠統が2万石で封じられ、城を修築し入城した。以降明治維新まで、本多氏7代が居城として用いた。
本丸には野面積みの天守台があり、かつては神戸信孝により5重6階の天守が築かれ、北東に小天守と南西に付櫓がある複合連結式の天守であったことが確認されている。天守は文禄4年（1595年）に解体され、桑名城に三重櫓として移築され神戸櫓と呼ばれた。現在、城の中心部は神戸公園となり、二の丸跡には、三重県立神戸高等学校が建てられている。

## 遺構
城跡は公園として整備され、本丸の石垣および堀の一部が残る。昭和12年（1937年）に、三重県の史跡に指定されている。
現存する建物として、市内東玉垣町の蓮花寺の鐘楼として移築された二の丸太鼓櫓、および四日市市西日野町の顕正寺に移築された大手門がある。
城下の龍光寺には、神戸城主の本多忠統が建てた書院（坐忘亭、県指定有形文化財）がある。

## 画像

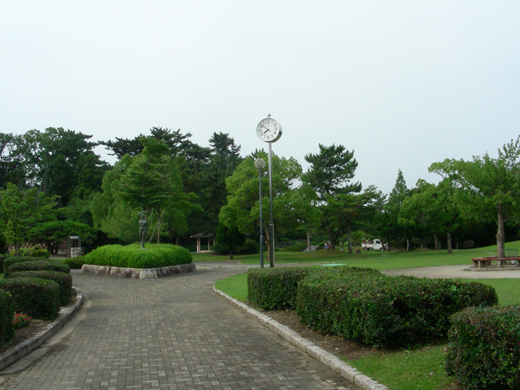
神戸公園
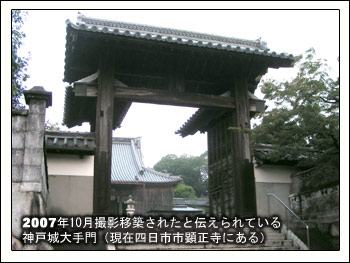
神戸城大手門
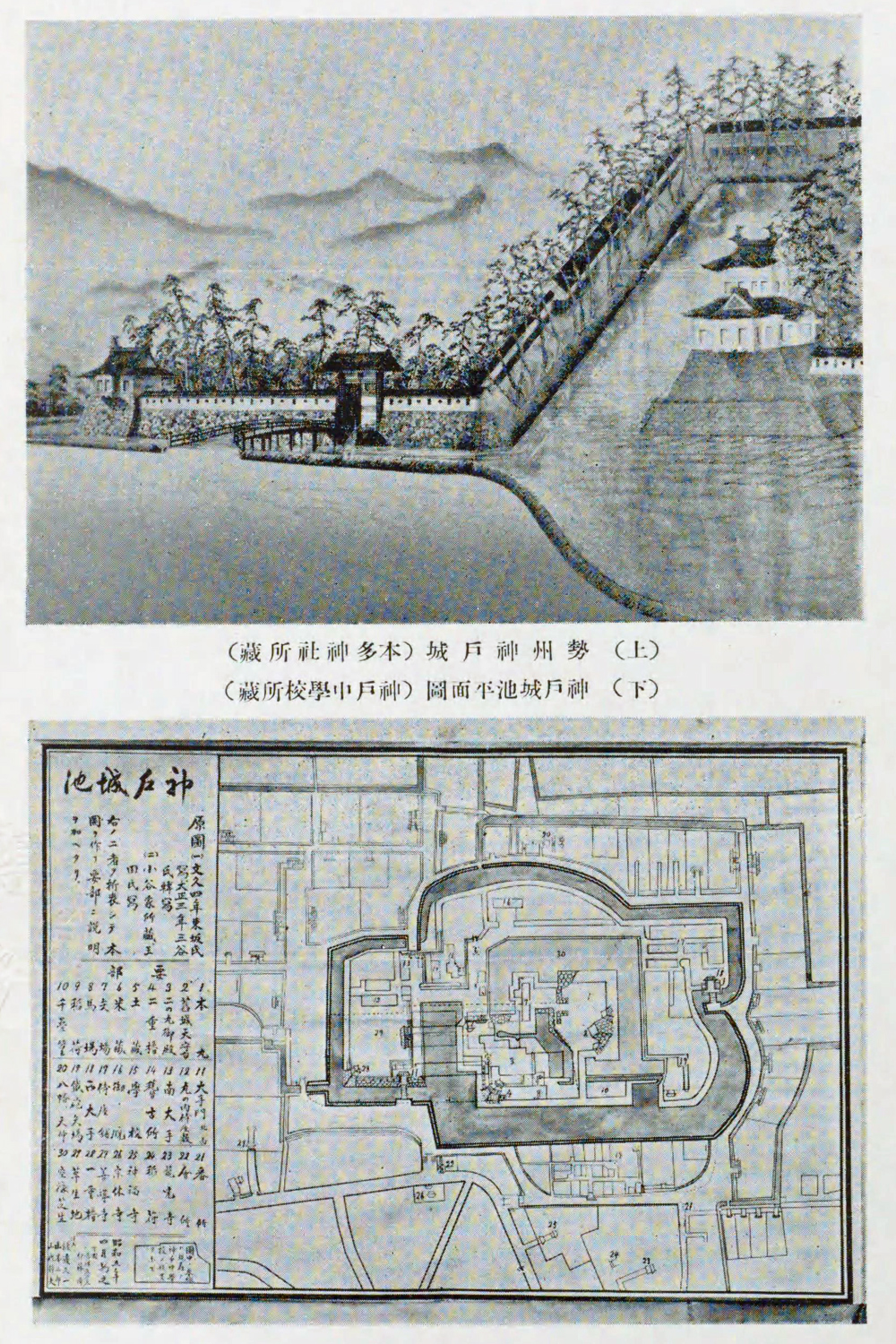
古絵図面
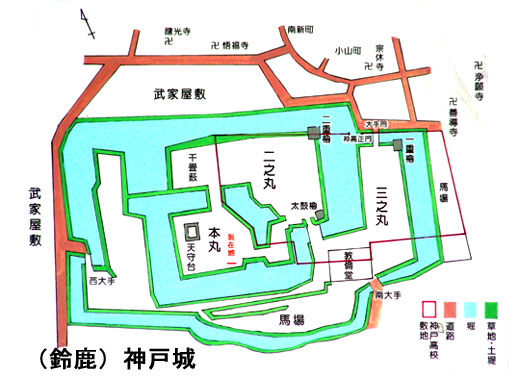
神戸城跡図